# Timex Joystick-Sound Unit
Timex Joystick-Sound Unit je zařízení kombinující zesilovač a interface pro připojení joysticku pro počítače Timex Computer 2068 a počítače Sinclair ZX Spectrum a kompatibilní. Obsahuje dva porty pro joysticky typu Kempston. Zvukový signál je do zesilovače přiváděn přes konektor typu Jack. Zesilovač neobsahuje regulátor hlasitosti. Obal zařízení je stejné velikosti jako obal Timex Interface RS-232. Zařízení není vhodné používat s počítači Timex Computer 2048, Didaktik Gama, Didaktik M, Didaktik Kompakt, neboť tyto mají interface pro Kempston joystick vestavěný, případně obsahují interface 8255, který se zařízením Joystick-Sound Unit koliduje.
Podobným zařízením kombinujícím interface pro joystick a zesilovač zvuku je MHT Ingenieros Interface Multijoystick.